# Pilea hedemarkii
Pilea hedemarkii är en nässelväxtart som beskrevs av W Takeuchi. Pilea hedemarkii ingår i släktet pileor, och familjen nässelväxter. Inga underarter finns listade i Catalogue of Life.